# Rheda-Wiedenbrück
Rheda-Wiedenbrück este un oraș din landul Renania de Nord-Westfalia, Germania.  In anul 1970 în urma reformelor comunale a fost unit  orașul Rheda cu Wiedenbrück și comunele Nordrheda-Ems, St. Vit, Batenhorst și Linte, formând orașul actual.